# 波耶尼萊德蘇布蒙泰鄉

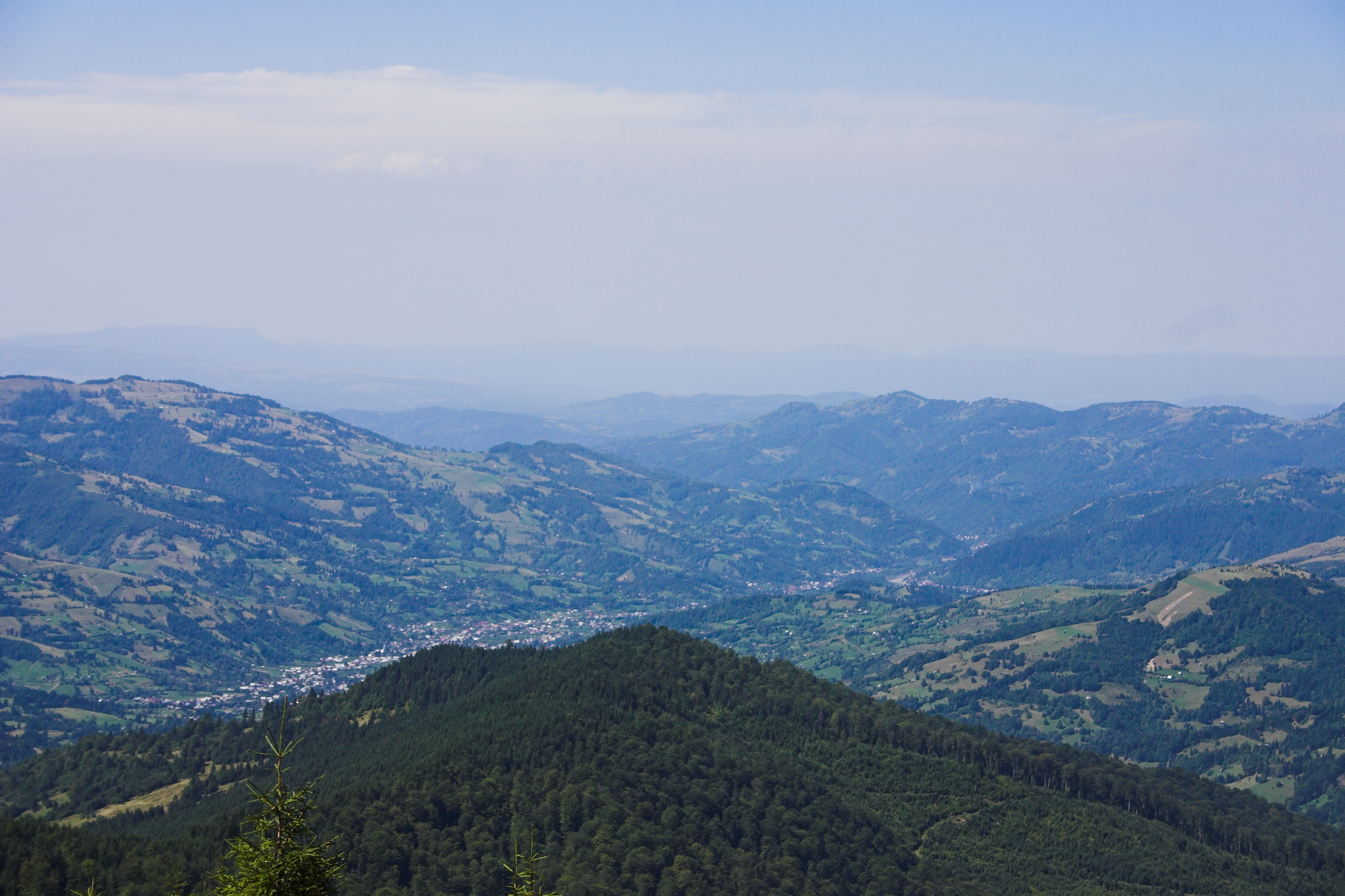

47°49′N 24°26′E / 47.817°N 24.433°E
波耶尼萊德蘇布蒙泰鄉（羅馬尼亞語：Comuna Poienile de sub Munte, Maramureș），是羅馬尼亞的鄉份，位於該國西北部，由馬拉穆列什縣負責管轄，面積293平方公里，海拔高度533米，2007年人口10,282，人口密度每平方公里35人。